# Margarida de Brandemburgo, Duquesa da Pomerânia
Margarida de Brandemburgo (1511 – 3 de novembro de 1577) foi uma princesa de Brandemburgo por nascimento, duquesa da Pomerânia, graças ao casamento com o seu primo e, mais tarde, princesa de Anhalt.

## Vida
Margarida era a filha mais nova de Joaquim I Nestor, príncipe-eleitor de Brandemburgo (1484–1535) e da sua esposa, a princesa Isabel da Dinamarca (1485–1555), filha do rei João I da Dinamarca.

### Duquesa da Pomerânia
Margarida casou-se com o seu primeiro marido, o duque Jorge I da Pomerânia (1493–1531), em Berlim no dia 23 de janeiro de 1530. Levou consigo um dote de 20.000 táleres, o que permitiu a Jorge I criar um fundo de provisão caso ela ficasse viúva que incluía os distritos de Barth, Damgarten, Tribsees, Grimsby e Klempenow. Segundo os registos, é provável que o casamento tenha sido arranjado durante negociações que decorreram no Castelo de Grimnitz relativas à relação constitucional entre Brandemburgo e a Pomerânia. Jorge I acabaria por falecer apenas um ano após o casamento e Margarida usufruiu do rendimento relativo à sua pensão de viuvez durante apenas três anos. Era muito pouco popular na Pomerânia e, quando o príncipe João V de Anhalt a pediu em casamento, o seu enteado, o duque Filipe I da Pomerânia, teve de cobrar um imposto especial para conseguir pagar o valor do dote dela e libertar-se do fundo de provisão.
Margarida teve uma filha do seu marido já depois da morte dele chamada Georgina que a acompanhou para Anhalt, mas acabaria por regressar à Pomerânia quando tinha oito anos de idade. Margarida negociou com o seu enteado a possibilidade de ficar com a filha, mas conseguiu apenas adiar a data da separação até maio de 1543.

### Princesa de Anhalt
O segundo casamento de Margarida, desta vez com o príncipe João V de Anhalt-Zerbst, realizou-se em Dessau a 15 de Fevereiro de 1534.  Não demorou muito até que a união se tornasse infeliz.  Margarida fugiu do marido para uma das propriedades do seu fundo de provisão, o Castelo de Roßlau.  Martinho Lutero tentou servir de mediador entre João e Margarida. Quando a visitou no castelo onde ela estava a viver, Lutero culpou-a por ter deixado o marido tão descaradamente, o que deu início a uma troca de palavras azeda entre os dois. Mais tarde, Lutero terá dito: Devo ter sido claro o suficiente até ela se enfurecer.
Eventualmente, João acusou Margarida de infidelidade conjugal e mandou-a prender em 1550. O médico pessoal de João foi torturado para confessar a sua relação com a princesa, mas acabou por nunca o fazer. Margarida conseguiu fugir da prisão e, após viver várias aventuras, apareceu quase nua em Copenhaga, na corte do seu primo, o rei Cristiano III da Dinamarca, depois de ter sido assaltada.
Mais tarde, viveu durante algum tempo com a sua irmã Isabel que a aconselhou a casar-se mais uma vez para se proteger. Isabel era da opinião que a sua irmã não era de confiança nem de temperamento constante e avisou o seu genro Alberto para não a acolher. Alberto ignorou o aviso e aceitou receber Margarida na sua corte. Quando morreu, passou a ser o marquês Jorge Frederico I a cuidar ela, uma vez que nenhum dos seus filhos assumiu essa responsabilidade.
Nos seus últimos anos de vida, Margarida viveu uma vida agitada na zona da fronteira entre a Pomerânia e a Polónia. Diz-se que se casou com um agricultor e que entrou em contacto com a sua filha Georgina quando estava grávida, chegando mesmo a visitar Schlochau com uma identidade falsa.

## Casamentos e descendência
Do seu primeiro casamento com Jorge I da Pomerânia, teve uma filha:
1. Georgina da Pomerânia (1531–1573), casada com o conde Stanislaus Latalski of Labischin

Do seu casamento com o príncipe João V de Anhalt-Zerbst, teve os seguintes filhos:
1. Carlos I de Anhalt-Zerbst (17 de Novembro de 1534 - 4 de Maio de 1561), príncipe de Anhalt-Zerbst entre 1551 e 1561; nunca se casou nem deixou descendência.
2. Joaquim Ernesto, Príncipe de Anhalt  (21 de Outubro de 1536 - 6 de Dezembro de 1586), casado primeiro com a princesa Inês de Barby-Mühlingen; com descendência. Casado depois com a princesa Leonor de Württemberg; com descendência.
3. Maria de Anhalt-Zerbst (1 de Dezembro de 1538 - 25 de Abril de 1563), casada com o conde Alberto X de Barby-Mühlingen; com descendência.
4. Bernardo VII de Anhalt-Zerbst (17 de Março de 1540 - 1 de Março de 1570), casado com a princesa Clara de Brunswick-Lüneburg; com descendência.
5. Margarida de Anhalt-Zerbst (18 de Agosto de 1541 - 25 de Julho de 1547), morreu aos seis anos de idade.
6. Isabel de Anhalt-Zerbst (15 de Outubro de 1545 - 26 de Setembro de 1574), casada com o conde Wolfgang II de Barby-Mühlingen; sem descendência.

## Genealogia
| Margarida de Brandemburgo | Pai: Joaquim I Nestor, Príncipe-Eleitor de Brandemburgo     | Avô paterno: João Cícero, Príncipe-Eleitor de Brandemburgo | Bisavô paterno: Alberto III Aquiles                    |
| Margarida de Brandemburgo | Pai: Joaquim I Nestor, Príncipe-Eleitor de Brandemburgo     | Avô paterno: João Cícero, Príncipe-Eleitor de Brandemburgo | Bisavó paterna: Margarida de Baden                     |
| Margarida de Brandemburgo | Pai: Joaquim I Nestor, Príncipe-Eleitor de Brandemburgo     | Avó paterna: Margarida da Turíngia                         | Bisavô paterno: Guilherme III, Marquês da Turíngia     |
| Margarida de Brandemburgo | Pai: Joaquim I Nestor, Príncipe-Eleitor de Brandemburgo     | Avó paterna: Margarida da Turíngia                         | Bisavó paterna: Ana da Áustria, Marquesa da Turíngia   |
| Margarida de Brandemburgo | Mãe: Isabel da Dinamarca, Princesa-Eleitora de Brandemburgo | Avô materno: João da Dinamarca                             | Bisavô materno: Cristiano I da Dinamarca               |
| Margarida de Brandemburgo | Mãe: Isabel da Dinamarca, Princesa-Eleitora de Brandemburgo | Avô materno: João da Dinamarca                             | Bisavó materna: Doroteia de Brandemburgo               |
| Margarida de Brandemburgo | Mãe: Isabel da Dinamarca, Princesa-Eleitora de Brandemburgo | Avó materna: Cristina da Saxônia                           | Bisavô materno: Ernesto, Eleitor da Saxónia            |
| Margarida de Brandemburgo | Mãe: Isabel da Dinamarca, Princesa-Eleitora de Brandemburgo | Avó materna: Cristina da Saxônia                           | Bisavó materna: Isabel da Baviera, Eleitora da Saxónia |